# Ип Ман 2
«Ип Ман 2» (кит. 葉問2) — полубиографический фильм о жизни Ип Мана — первого человека, начавшего открыто преподавать ушу (стиль Вин-Чун).

## Сюжет
Сиквел, в отличие от оригинального фильма, сильно удаляется от реальной биографии Ип Мана. В этом фильме Ип Ман выступает в качестве защитника чести китайских боевых искусств перед английским боксом.
Вторая Мировая война закончилась, но Китай все ещё слаб и беден. В 1950 году в Гонконге Ип Ман открывает школу Вин-Чун, однако завоевать своё место под солнцем оказывается непросто — чтобы избежать проблем, Ип Ману нужно сначала завоевать уважение представителей других школ кунг-фу, а председательствующему в их ассоциации Хун Чун Наму (мастеру стиля Хунгар), Ип Ман не понравился с первого взгляда. Тем временем в Гонконге усиливается присутствие англичан, и многие из них плевать хотели на китайские традиции и обычаи.
В одном показательном выступлении английский чемпион мира по боксу Тейлор «Твистер» Миллер насмехается над боевыми искусствами подопечных и называет их танцорами, а не бойцами. Чтобы восстановить честь, Хун Чун Нам вызывает Тейлора сразиться на ринге, но погибает из-за приступа астмы в поединке от его ударов. После потери друга Ип Ман впадает в депрессию, но в следующем бою ему предоставляется возможность отомстить за друга и победить «Твистера».
Фильм завершает небольшой рассказ о дальнейшей судьбе мастера Ип Мана.

## В ролях
- Донни Йен — Ип Ман
- Саммо Хун — Хун Чун Нам
- Дэррен Шахлави — Тейлор «Твистер» Миллер
- Луис Фань — Цзинь Шаньчжао
- Саймон Ям — Чжоу Цинцюань
- Линн Сюн — Чжан Юнчэн (Цзён Винсин)
- Дэннис То
- Кент Чэн — Фатсо
- Хуан Сяомин — Хуан Лиань